# Massimo Ficcadenti
Massimo Ficcadenti (født 6. november 1967) er en tidligere italiensk fodboldspiller og -træner.